# Albert Besnard
Pour les articles homonymes, voir Besnard.
Ne doit pas être confondu avec Albert-Henri Besnard.
Albert Besnard, né le 2 juin 1849 à Paris (Seine) et mort le 4 décembre 1934 dans la même commune, est un peintre et graveur français.

## Biographie
Paul Albert Besnard est le fils de Louis Adolphe Ferdinand Besnard, peintre d'histoire élève d'Ingres, et de Marie Louise Pauline Vaillant, miniaturiste réputée, élève de Lizinska de Mirbel.
Albert Besnard étudie auprès de Jean-François Brémond et est admis le 20 mars 1866 à l'École des beaux-arts de Paris, dans les ateliers d'Alexandre Cabanel et de Sébastien Cornu. Il est un proche du peintre Lazar Meyer. En 1874, il remporte le grand prix de Rome avec sa composition La Mort de Timophane, tyran de Corinthe. Il rencontre Franz Liszt au cours de son séjour romain à la villa Médicis et son condisciple, le compositeur André Wormser, dont il fait le portrait en 1877.
Il prolonge son séjour et épouse, en 1879, Charlotte Dubray, fille du sculpteur Vital-Dubray et elle-même sculpteur, avec laquelle il s'installe trois ans en Angleterre, entre 1881 et 1884, où il expose à la Royal Academy de Londres.

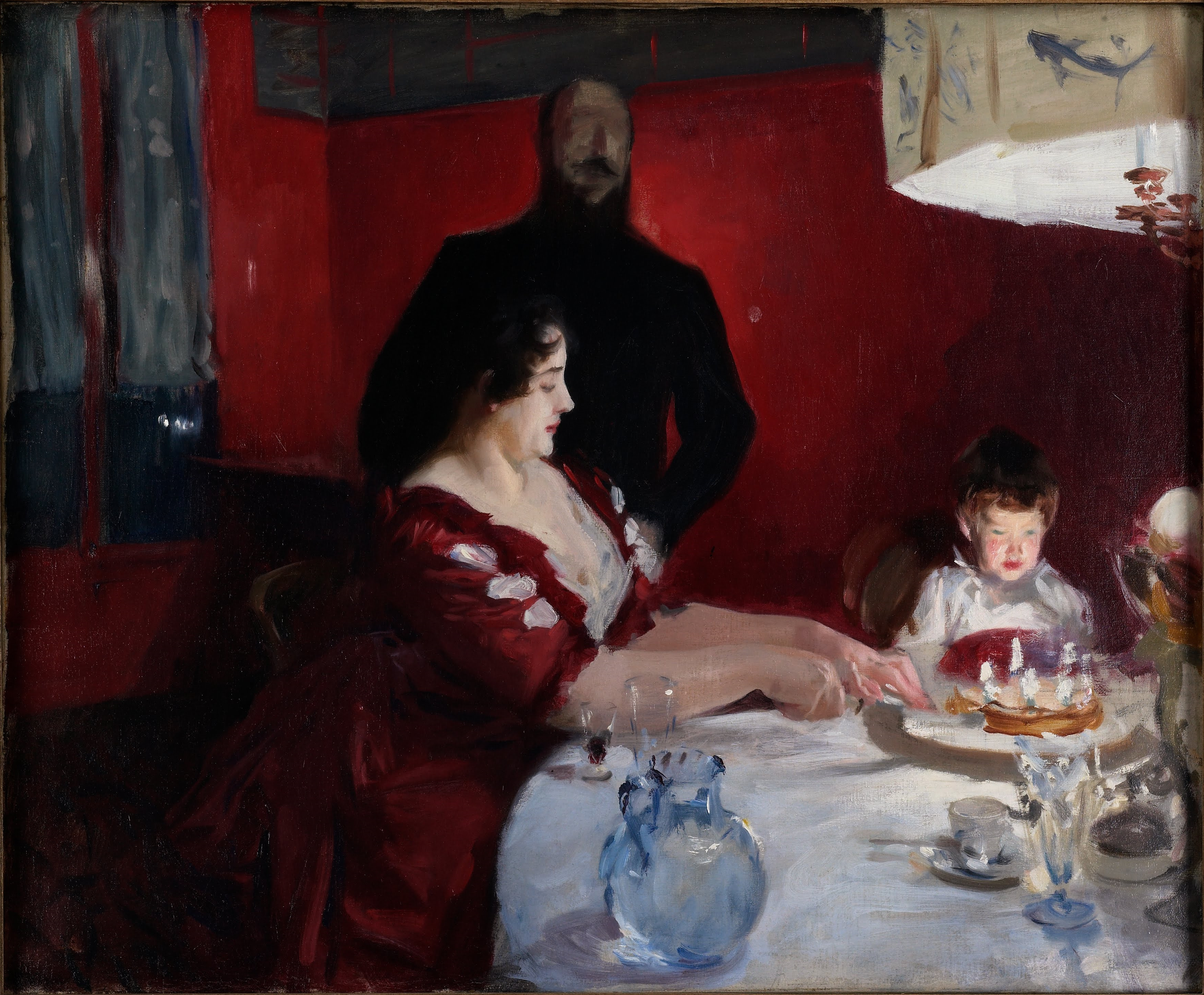
L'Anniversaire, 1884
John Singer Sargent
Minneapolis Institute of Art

Albert Besnard expose à la Biennale de Venise de 1909. En 1910, il part avec sa femme, Charlotte Gabrielle Dubray, et deux de ses fils pour un voyage de neuf mois aux Indes (Ceylan, Inde du Sud, Pondichéry, Rajasthan, Bombay) dont il reviendra avec de nombreux croquis, esquisses et projets, et qu'il narre dans son ouvrage L'Homme en rose.
Il meurt le 4 décembre 1934 au soir en son domicile 17 rue Guillaume Tell à Paris 17e, d'une longue maladie, veuf, mais entouré de sa famille et de ses amis.

### Portraitiste

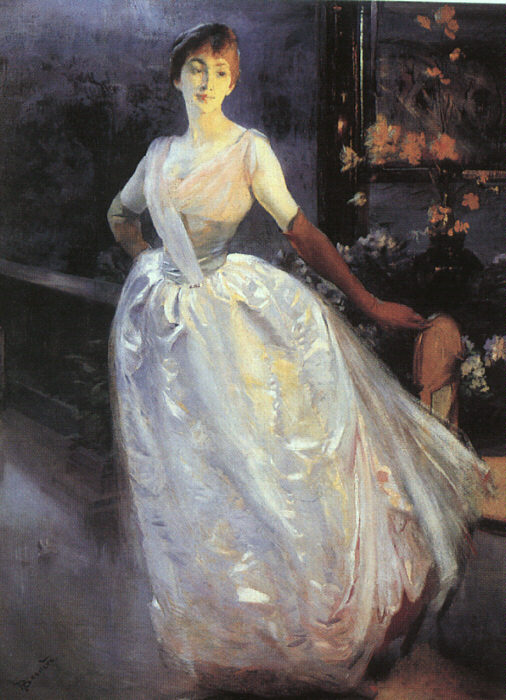
Madame Roger Jourdain (1886), Paris, musée d'Orsay.

Au Salon de 1886, son portrait de Madame Roger Jourdain annonce les caractéristiques de son art, influencé par l'impressionnisme tempéré par une technique proche de celle d'un Carolus-Duran. En 1887, il présente Femme devant un feu de cheminée dont la version au pastel éblouira le jeune Pierre Louÿs.
Il exécute certains de ses portraits au pastel, comme Liseuse et Le Silence conservés au musée des Beaux-Arts de Reims. D'une facture sobre, ces portraits témoignent de l'influence des artistes du XVIIIe siècle sur Albert Besnard, tels que Rosalba Carriera et Jean-Siméon Chardin. De plus, Besnard s'attache à mettre en valeur la psychologie de ses modèles. 
Parmi ses nombreux portraits, on peut citer ceux de sa femme, de ses enfants (Une famille, 1890, Paris, musée d'Orsay), de la princesse Mathilde, de la comédienne Réjane, de Madame Georges Duruy, de Madame Henry Lerolle, d'Ernest Cognacq, de Marie-Louise Jaÿ, de Gabriele D'Annunzio, du cardinal Mercier, de Jean-Louis Vaudoyer, de Boni de Castellane, de Denys Cochin ou de Frantz Jourdain qui sera son premier biographe.

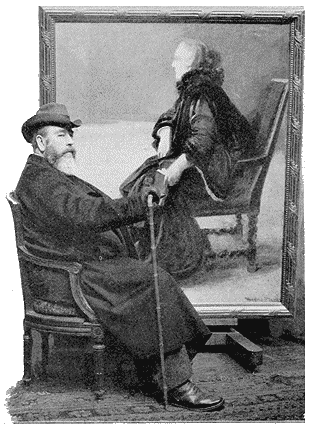
Albert Besnard devant le portrait de son épouse en 1905.

### Décorateur
Besnard contribue à la décoration de plusieurs monuments parisiens : le plafond du salon des Sciences de l’hôtel de ville de Paris, le vestibule de l'école de pharmacie de Paris, l’amphithéâtre de chimie de la Sorbonne, le plafond de la Comédie-Française (avec la collaboration de René Demeurisse), la coupole du Petit Palais, la salle des mariages de la mairie du 1er arrondissement chapelle de l'hôpital Cazin-Perrochaud à Berck. Il participe également à la décoration de demeures privées à Paris, comme l'hôtel Rouché, rue de Prony, aux côtés de Maurice Denis et George Desvallières.
Il réalise aussi des décors à l'étranger : en 1908, il peint Union de l'Autriche-Hongrie et de la France à l'ambassade de France à Vienne (Autriche), et en 1914, La Paix par l'arbitrage pour la salle de Justice du Palais de la Paix à La Haye.

### Graveur
Son œuvre gravé compte plus de deux cents eaux-fortes dont certaines, sous forme de séries, sont restées célèbres : La Femme, Elle, L'Affaire Clemenceau, L’Île Heureuse, Les Petites Voluptés, etc.
Deux catalogues en ont été faits de son vivant, l'un par son ami André-Charles Coppier, le second par Louis Godefroy (chez Loÿs Delteil).
Besnard préside la Société internationale de la gravure originale en noir dont Raphaël-Schwartz devient le secrétaire général à partir de janvier 1908 : on y croise également Auguste Lepère, Anders Zorn et Francis Picabia comme vice-présidents, et tous ces artistes exposent régulièrement leurs travaux gravés.

### Honneurs
En 1913, Albert Besnard est nommé directeur de la villa Médicis à Rome, succédant à Carolus-Duran. Il devient directeur des Beaux-Arts de Paris en 1922.
Membre de l’Académie des beaux-arts depuis 1912, il est élu à l’Académie française le 27 novembre 1924, devenant le premier peintre à entrer dans cette institution depuis 1760. Son épée d'académicien est l'œuvre d'Antoine Bourdelle.
Il participe en tant que fondateur à la réouverture de la Société Nationale des Beaux Arts en 1890.

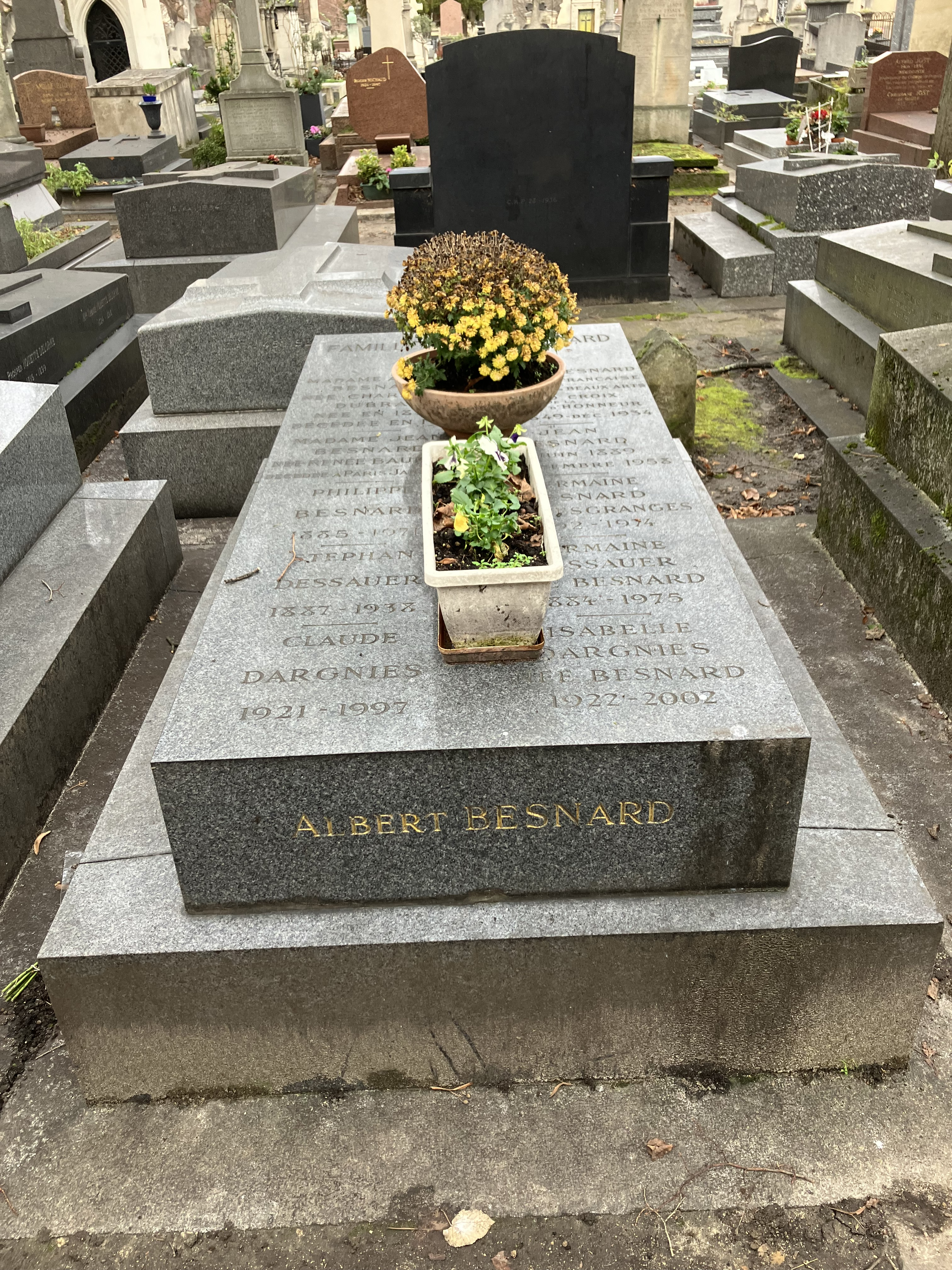
Tombe au cimetière du Montparnasse.

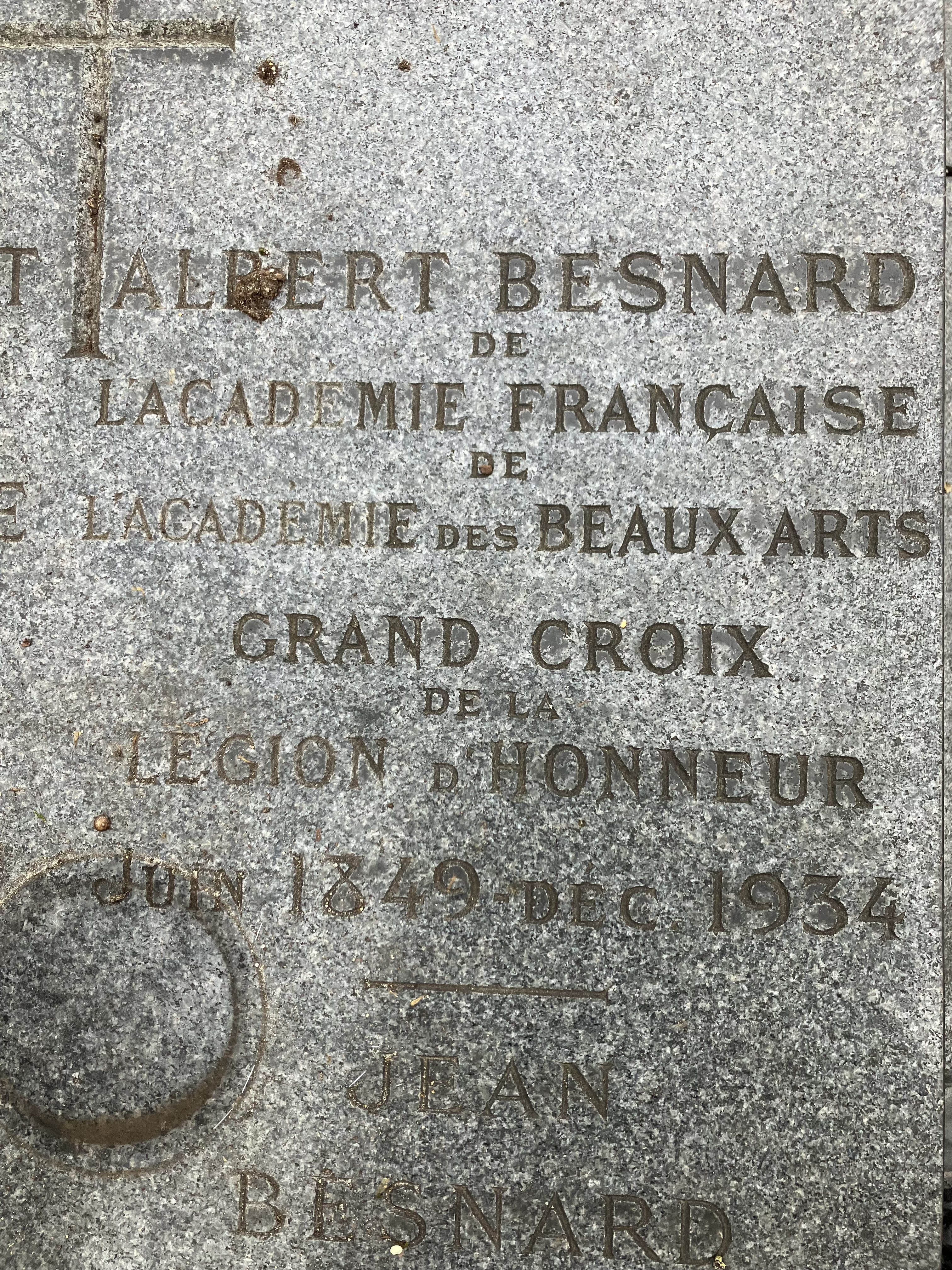
Détail de la tombe.

Il est inhumé à Paris au cimetière du Montparnasse (division 9), après des obsèques nationales à l'église Saint-Ferdinand-des-Ternes à Paris, puis dans la cour Napoléon du palais du Louvre. 

#### Décorations
- Grand-croix de la Légion d'honneur[15].
- Grand officier de l'ordre de la Couronne d'Italie
- Commandeur de l'ordre des Saints-Maurice-et-Lazare (Italie).

#### Hommages
Son nom a été donné à :
- un square sur la place du Maréchal-Juin (17e arrondissement de Paris, ancienne place Péreire), où se trouve son buste par Philippe Besnard, son fils.
- une rue à Annecy.

## Généalogie
L'état civil et les registres paroissiaux situent le berceau de la famille Besnard à Courtomer, petit village des environs de Sées. Ses ancêtres exercent l'activité de marchands, puis de négociants et migrent au milieu du XVIIIe siècle à Sées, avant de s'installer à Paris au début du Premier Empire. Par sa grand-mère paternelle, Albert Besnard est lié à la famille de Ferdinand Gannal (1703-1775), sculpteur à Sarrelouis, et de Jean-Nicolas Gannal, inventeur de la méthode moderne de la thanatopraxie.
Selon l'état civil, il est le père de :
- Louis Besnard (1873-1962), peintre, né avant son mariage d'une relation avec Ernestine Aubourg, décrite par Maupassant comme « la belle Ernestine »[18] ;
- Robert Besnard (1881-1914), peintre, tué à l'ennemi à Chauny (Aisne), Mort pour la France, marié à Nelly-Litta de la Montagnie (1879-1949) ; beau-père d'Henri Filipacchi[19] et grand-père de Daniel Filipacchi[20] ;
- Germaine Besnard (1884-1975), sculptrice, mariée en premières noces au peintre Marius Avy (portrait au pastel par Besnard) et en secondes noces à l'architecte Stéphane Dessauer ;
- Philippe Besnard (1885-1971), sculpteur, marié à Germaine Blavier, née Desgranges (1892-1974), fille du peintre Félix Desgranges, sculptrice ;
- Jean Besnard (1889-1958), céramiste d'art, marié à Renée Baudry, belle-sœur de Paul Daum (1888-1944) maître verrier.

## Œuvres

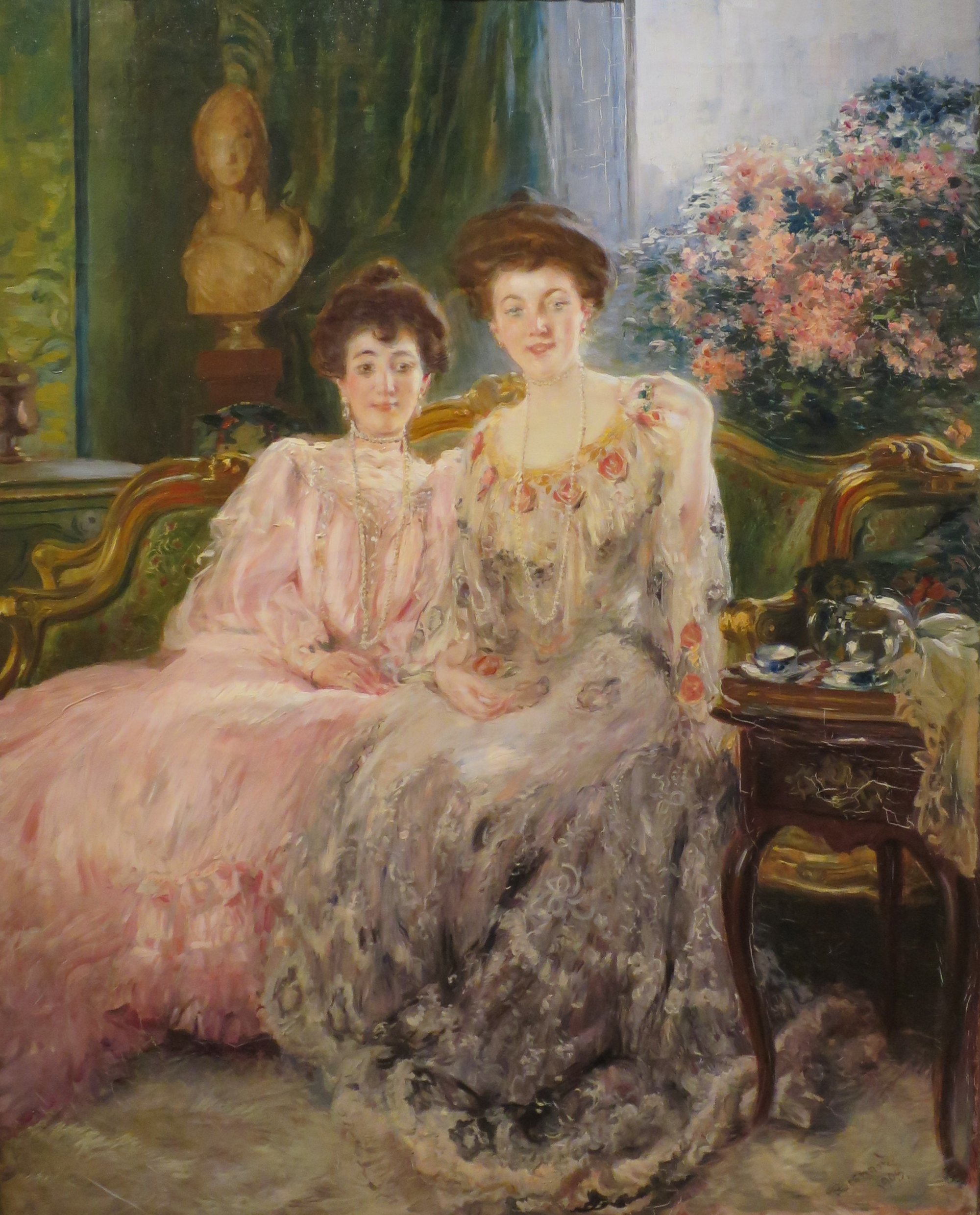
Portrait des sœurs Kharitonenko (1903), Moscou, musée des beaux-arts Pouchkine.

### Peintures
- Femme au perroquet, huile sur bois, Dijon, musée des beaux-arts
- Portrait de femme, 1874, Dijon, musée des beaux-arts
- Madame Roger Jourdain, 1886, huile sur toile, 199 × 150 cm, Paris, musée d'Orsay[21]
- Portrait du vice-amiral Sir John Edmund Commerell, 1882, Lyon, musée des beaux-arts de Lyon
- Une famille, 1890, huile sur toile, 132 × 120 cm, Paris, musée d'Orsay[22]
- Coucher de soleil à Boghari, 1894, Gray (Haute-Saône), musée Baron-Martin
- Vieilles femmes près d'un brasero - "les sorcières", Gray (Haute-Saône), musée Baron-Martin
- Portrait de femme au corsage rayé, en buste, 1894, Gray (Haute-Saône), musée Baron-Martin
- Femme à demi nue devant une fenêtre ouverte sur une nuit étoilée, Gray (Haute-Saône), musée Baron-Martin
- Portrait des sœurs Kharitonenko, 1903, Moscou, musée des beaux-arts Pouchkine
- Les Ghats de Bénares, 1910-1911, huile sur isorel, 46 × 56 cm, Collection rivée (Galerie Heim 2004)[23]
- Chasseur dans un paysage lacustre, 1917, Bordeaux, musée des Beaux-Arts

### Pastels

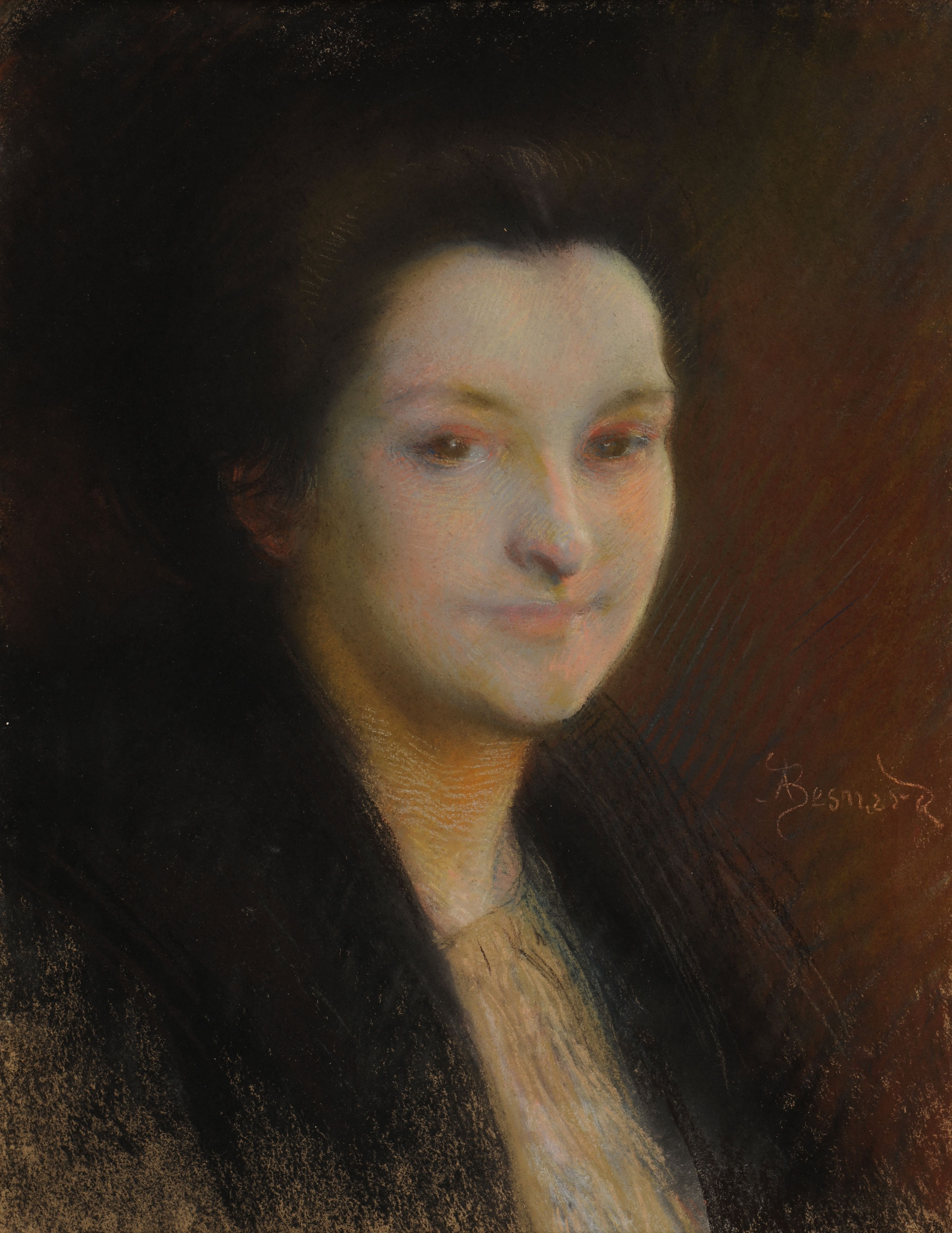
Le Silence, Reims, musée des Beaux-Arts.

- Le Silence, Reims, musée des Beaux-Arts.Portrait d'une jeune fille, 1886, Gray (Haute-Saône), musée Baron-Martin
- La source, Gray (Haute-Saône), musée Baron-Martin
- Liseuse, 1897, Reims, musée des Beaux-Arts[24].
- Le Silence, Reims, musée des Beaux-Arts[25].
- Matinée d'été, 1886, Reims, musée des Beaux-Arts[26].

### Aquarelles
- Les laveuses, 1884, Gray (Haute-Saône), musée Baron-Martin
- Le port d'Alger, 1893, Gray (Haute-Saône), musée Baron-Martin
- Boghari, Gray (Haute-Saône), musée Baron-Martin
- Hommage à Rubens, Gray (Haute-Saône), musée Baron-Martin
- Sur le seuil, profil de jeune fille, Gray (Haute-Saône), musée Baron-Martin
- Tête de femme de 3/4 vers la droite, 1921, Gray (Haute-Saône), musée Baron-Martin
- Ophélie, Gray (Haute-Saône), musée Baron-Martin
- La terrasse de la Villa Médicis par temps brumeux, 1914, Gray (Haute-Saône), musée Baron-Martin
- Souvenir de Castel Fusano, Gray (Haute-Saône), musée Baron-Martin
- Tête de femme, Gray (Haute-Saône), musée Baron-Martin

### Dessins
- Portrait de jeune femme, 1904, Gray (Haute-Saône), musée Baron-Martin
- Intérieur de la cathédrale de Fontarabie, la nuit de Nöel, Gray (Haute-Saône), musée Baron-Martin
- Étude pour la servante de la visiteuse du soir, Gray (Haute-Saône), musée Baron-Martin
- Les poneys, Gray (Haute-Saône), musée Baron-Martin
- Portrait de M. Bihourd, Gray (Haute-Saône), musée Baron-Martin
- Étude de deux têtes de femmes, Gray (Haute-Saône), musée Baron-Martin
- Feuille de croquis d'Hindous, Gray (Haute-Saône), musée Baron-Martin
- Feuille de croquis de femmes, Gray (Haute-Saône), musée Baron-Martin
- Feuille de croquis d'homme jeune (l'homme en rose?), Gray (Haute-Saône), musée Baron-Martin
- Étude pour la main gauche de Mme Cognacq, (1913), Gray (Haute-Saône), musée Baron-Martin

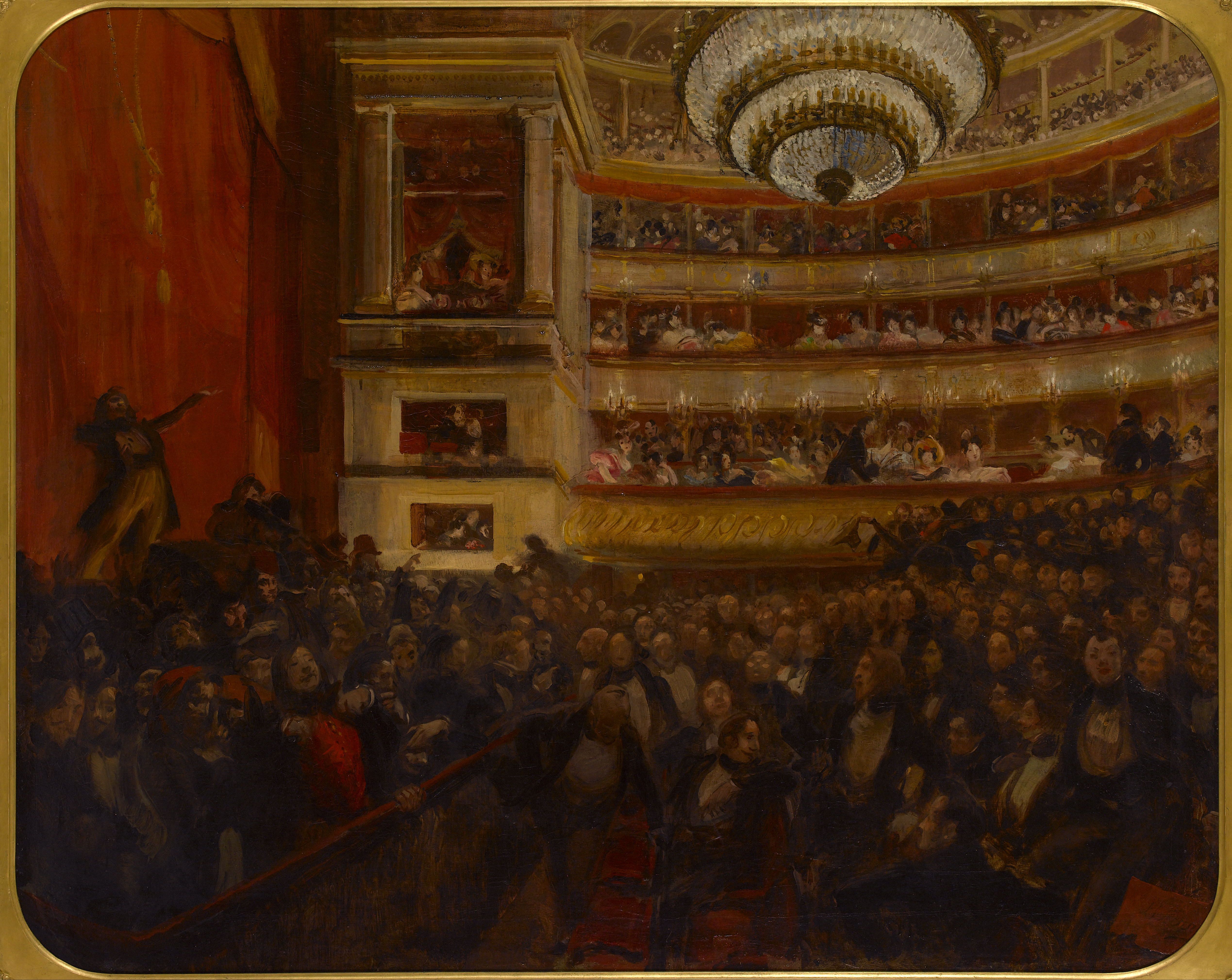
La première d'Hernani. Avant la bataille (1905), maison de Victor Hugo, Paris

### Œuvres décoratives
- L'Excursion botanique, L'Excursion géologique, Le Cours de chimie, Le Cours de physiologie, 1888, panneaux décoratifs pour le vestibule d'honneur de l'École de pharmacie de Paris
- La Leçon de botanique. La Promenade botanique (esquisse), vers 1885, huile sur toile, 59 × 81 cm, Paris, musée d'Orsay[27]
- Femme nue couchée et Femme nue aux bras croisés, 1895, deux pendants, encre de chine et pastel/papier rectangulaire surmonté d'un demi-cercle, Gray (Haute-Saône), musée Baron-Martin

### Vitraux
- Les Cygnes sur le Lac d'Annecy, 1890, carton de Besnard pour la verrière réalisée par Henri Carot, destinée au vestibule de l'hôtel particulier parisien du peintre Henry Lerolle au 20 avenue Duquesne. Paris, musée d'Orsay
- La Basse-cour, vers 1890, carton pour une des fenêtres latérales du vestibule d'honneur de l'hôtel particulier du peintre Henry Lerolle. Musée des arts décoratifs de Paris
- Les Paons, 1895, carton transcrit par Carot à la forme d'une baie cintrée dans des dimensions supérieures à celle de l'École de pharmacie, exposée au Salon des dissidents de 1895. Musée des arts décoratifs de Paris
- Le Mail, 1895, buvette du conseil à l'Hôtel de ville de Paris
- Verrière, Saint-Germain-en-Laye, musée départemental Maurice-Denis « Le Prieuré »

### Estampes
Deux ouvrages sont consacrés de son vivant aux plus de deux cents gravures qu'il a réalisées.
Nemours, Château-Musée : 
- La Muse accoudée, 1884, eau-forte, feuille : 32,5 x 25,3 cm. 2016.0.24[28].

Gray, musée Baron-Martin :
- Tête de femme de face (Londres 1879-1880), eau forte pure, 15 x 9 cm ;
- Un martyr (Londres 1883), eau-forte pure sur zinc, 1886, 36 x 28 cm ;
- La fin de tout (Londres 1883), deux exemplaires, eau-forte et pointe sèche sur zinc, 1888, 22 x 19 cm ;
- La tasse de thé (Londres 1883), eau-forte avec rehauts de grains et de pointe sèche, 1884, 17 x 25 cm ;
- Portrait de Mme Besnard (Londres 1884), deux exemplaires, eau-forte pure franchement mordue, 1884, 21 x 18 cm ;
- La muse (1884), deux exemplaires, eau-forte sur zinc, 23 x 18 cm ;
- Le Bi à Villerville (1884), eau-forte et pointe, 15 x 10 cm ;
- La maladie (1884), eau-forte et pointe, 23 x 15 cm ;
- La convalescence (1884), eau-forte pure, 23 x 14 cm ;
- La mourante (1885), eau-forte, 18 x 24 cm ;
- Le modèle endormi à terre (1885), deux exemplaires, eau-forte, 18 x 23 cm ;
- Carmen (en buste) (1885), eau-forte, 29 x 16 cm ;
- La liseuse (1885), eau-forte, 1885, 7 x 13 cm ;
- La femme (1885-87) :
  - La femme - I, eau-forte et pointe sèche, 31 x 24 cm ;
  - La femme - III - l'Amour, eau-forte et pointe sèche, 31 x 25 cm ;
  - La femme - V - l'Accouchement, eau-forte et pointe sèche, 30 x 24 cm ;
  - La femme - VI - le Déjeuner, eau-forte et pointe sèche, 30 x 24 cm ;
  - La femme - VIII - le Viol, eau-forte et pointe sèche, 31 x 24 cm ;
  - La femme - IX - la Prostitution, eau-forte et pointe sèche, 31 x 24 cm ;
  - La femme - XII - Pauvre cœur meurtri, eau-forte pure, 31 x 24 cm ;
- Carmen nue debout (1886), deux exemplaires, eau-forte et pointe sèche, 1886, 27 x 13 cm ;
- Claire, la cuisinière (1887), deux exemplaires, eau-forte, pointe sèche et roulette, 29 x 19 cm ;
- Tristesse (1887), eau-forte et aquatinte, 15 x 10 cm ;
- Fillette nue se coiffant (1887), eau-forte et roulette, 18 x 13 cm ;
- Femme nue se tenant la jambe (1887), deux exemplaires, eau-forte pure, 28 x 16 cm ;
- La lecture dans l'atelier (1887), eau-forte pure, 13 x 16 cm ;
- Morphinomanes ou le plumet (vers 1887), eau-forte et pointe sèche, 23 x 37 cm ;
- Le jeune Bing (1887), eau-forte et pointe sèche, 29 x 19 cm ;
- La robe de soie (vers 1887), eau-forte sépia, pointe sèche, aquatinte et roulette, 36 x 23 cm ;
- Robert Besnard et son ami l'âne (1888), eau-forte, pointe sèche et aquatinte, 22 x 17 cm ;
- Mélancolie (1888), eau-forte de bistre, pointe sèche et roulette, 13 x 13 cm ;
- Liseuse devant la fenêtre (1888), eau-forte et pointe sèche, 13 x 19 cm ;
- Dos de femme (1889), eau-forte et roulette, 12 x 8 cm ;
- Femme nue devant un miroir (1889), eau-forte, roulette et pointe sèche, 12 x 8 cm ;
- La femme à la pèlerine (1889), eau- forte, pointe sèche et aquatinte, 23 x 15 cm ;
- Intimité (1889), eau-forte et pointe sèche, 17 x 24 cm ;
- Menu pour M. Maciet (1889), deux exemplaires, eau-forte et pointe sèche, 15 x 9 cm ;
- Menu (1889), deux exemplaires, eau-forte et pointe, 9 x 13 cm ;
- Les nouvelles (vers 1889), eau-forte et pointe sèche, 7 x 13 cm ;
- La femme au fauteuil d'osier (1889), eau-forte, 24 x 16 ;
- Une famille (1890), eau-forte, pointe sèche et aquatinte, 15 x 11 cm ;
- La dame en noir (1890), deux exemplaires, eau-forte sépia, pointe sèche et roulette, 23 x 15 cm ;
- Robert Besnard à 7 ans et demi (1891), eau-forte pure, 23 x 12 cm ;
- La morte (1891), eau-forte pure, 23 x 17 cm ;
- Ève de dos sous le pommier (1892), eau-forte, 16 x 22 cm ;
- Portrait de Germaine Besnard (1892), eau-forte et pointe sèche, 16 x 12 cm ;
- La poupée (1892), eau-forte et pointe sèche, 14 x 7 cm ;
- La visiteuse (1893), lithographie, 35 x 45 cm ;
- Profil de cheval (1893), eau-forte, pointe sèche, 18 x 24 cm ;
- Cheval arabe et tête de cheval (1893), trois exemplaires, eau-forte pure, 24 x 17 cm ;
- La femme au vase (1894), eau-forte, pointe et roulette, 20 x 14 cm ;
- Les baigneuses (1894), lithographie, 64 x 80 cm ;
- Marché aux chevaux en Algérie (1895), eau-forte, pointe sèche, 13 x 21 cm ;
- Ève debout (1896), deux exemplaires, eau-forte, pointe sèche sépia, 17 x 12 cm ;
- Un petit âne à Berck (1897), eau-forte et pointe sèche, 11 x 17 cm ;
- Trois pêcheuses à Berck (1897 ou 98), eau-forte et pointe sèche, 17 x 23 cm ;
- Baignade à Talloires (1897), eau-forte, pointe sèche et teinte sur grain, 16 x 23 cm ;
- Trois femmes voilées (1899), eau-forte pure, 27 x 20 cm;
- Étude de têtes pour l'Ile Heureuse (1899), eau-forte pure, 20 x 26 cm ;
- Portrait du poète Robert Montesquiou (1899), eau-forte,21 x 14 cm ;
- Confidences (1900), eau-forte et pointe sèche, 26 x 19 cm ;
- La Biarriotte (Biarritz 1901), eau-forte, pointe sèche, roulette et grains, 27 x 20 cm ;
- La nuit de Noël à Fontarabie (1904), eau-forte, 45 x 33 cm ;
- Portrait de M. Deligand (1908), eau-forte, 20 x 15 cm ;
- Portrait de M. Edmond Pigalle (1908), eau-forte pure, 19 x 14 cm ;
- Le turban ou l'aigrette (1910), eau-forte pure et pointe sèche, 19 x 17 cm ;
- Femme blonde à sa toilette (1909 ou 1911), eau-forte pure, 14 x 10 cm ;
- Au bord du Gange à Benarès (1912), eau-forte pure sépia, 15 x 10 cm ;
- Les Petites voluptés - Le coucher (1913), eau-forte pure, 10 x 14 cm ;
- Les petites voluptés - Leda au bain (1913), eau-forte pure, 10 x 14 cm ;
- La bayadère (1914), eau-forte et pointe, 30 x 24 cm ;
- Le Ministre belge Jules Destrée (1917), eau-forte et pointe, 30 x 24 cm ;
- S.M. Élisabeth, Reine des Belges (1917), eau-forte, pointe sèche, 30 x 24 cm ;
- Pompilia (1919), eau-forte et pointe sèche, 14 x 11 cm ;
- Peppina (1919), eau-forte et pointe sèche, 14 x 11 cm ;
- Étude de nus masculins, eau-forte pure, 27 x 19 cm ;
- Deux femmes applaudissant, eau-forte pure, 26 x 19 cm ;
- Femme nue au manteau, eau-forte, 26 x 19 cm ;
- Femme nue dans une grotte, eau-forte, 23 x 17 cm ;
- Femme au torse nu se coiffant, eau-forte et aquatinte, 27 x 19 cm ;
- Jeune femme au torse cheveux dénoués, eau-forte pure, 27 x 19 cm ;
- La leçon de musique, d'après le Tableau d'A. Besnard, eau-forte sur parchemin, 21 x 29 cm ;
- Le Mont St-Michel, eau-forte rare, 28 x 21 cm ;
- Petit garçon au bord d'une rivière ou Jean sous les peupliers, eau-forte, 16 x 23 cm ;
- Portrait présumé de Peppina (1919), eau-forte et aquatinte, 26 x 20 cm.

## Salons
- Salon des dissidents de 1895 : Les Paons, verrière.

## Expositions

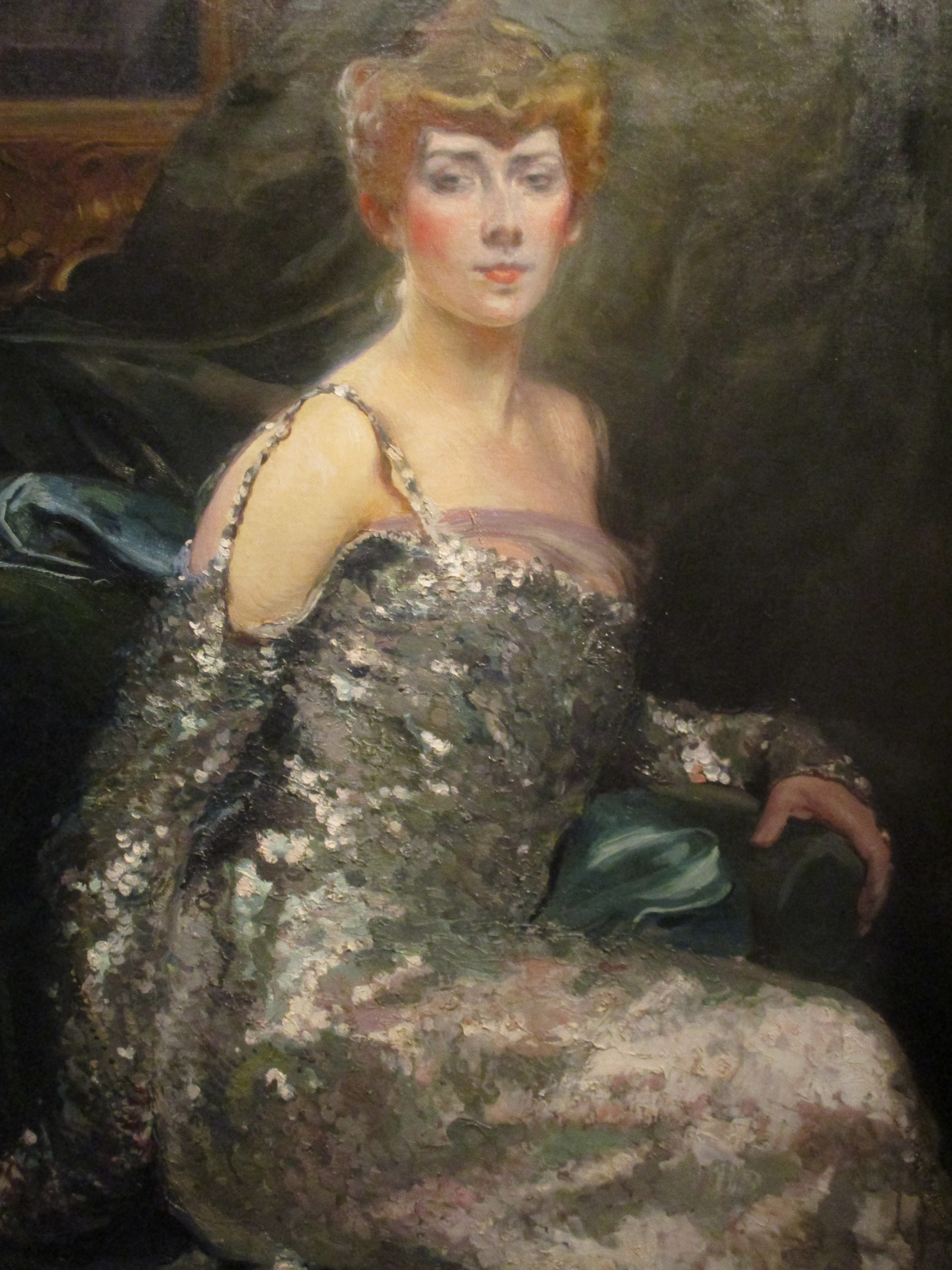
Portrait de la comtesse Pillet-Will (1900-1905), coll. part.

- La galerie André Candillier, rue de Seine à Paris, a consacré une exposition à son œuvre gravé du 2 mai au 30 juin 1979.
- Albert Besnard (1849-1934), musée Eugène-Boudin de Honfleur, du 5 juillet au 29 septembre 2008[29].
- Albert Besnard livre ses secrets, Gray, musée Baron-Martin, juillet 2015.
- Albert Besnard (1849-1934), Modernités Belle Époque, Évian-les-Bains, Palais Lumière, du 2 juillet au 2 octobre 2016.
- Albert Besnard (1849-1934), Modernités Belle Époque, Paris, Petit Palais, du 25 octobre 2016 au 29 janvier 2017.

## Élèves
- Alphonse Chanteau (1874-1958), aux Beaux-Arts de Paris.
- Gabriel Chanteau (1874-1955), aux Beaux-Arts de Paris.
- Robert Poughéon (1886-1955).
- Eugène Zak (1884-1926), à l'Académie Colarossi.

## Publications
- Annecy, Paris, Émile Paul, 1930
- Maurice Quentin de La Tour (avec Georges Wildenstein), Paris, Éditions d’études et de documents sur les Beaux-Arts, 1928
- Sous le ciel de Rome – Souvenirs, Paris, Les Éditions de France, 1925
- L’Homme en rose – L’Inde couleur de sang, Paris, Eugène Fasquelle, 1913

### Iconographie
- John Singer Sargent le représente au milieu de sa famille en 1885 dans un tableau intitulé Fête familiale, Minneaplois Institute of Arts. The Ethel Morrisson Van Derlip and The John R. Van Derlip Funds.
- Edmond Aman-Jean a réalisé son portrait vers 1896, Paris, Petit Palais, reproduit au catalogue de l'exposition Albert Besnard, musée Eugène-Boudin de Honfleur, 2008.
- Le graveur André Jacques a fait de lui un portrait à l'eau-forte (en ligne sur data.bnf.fr]).
- Le graveur Albert Herbemont (1874-1953), président de la Société des artistes médailleurs, a gravé de lui en 1930 une médaille commémorative en bronze (voir en ligne).
- Maurice Denis l'a représenté sur son lit de mort, huile sur carton, Saint-Germain-en-Laye, musée départemental Maurice-Denis « Le Prieuré ».